# Kathedraal Notre-Dame-de-Nazareth (Vaison-la-Romaine)

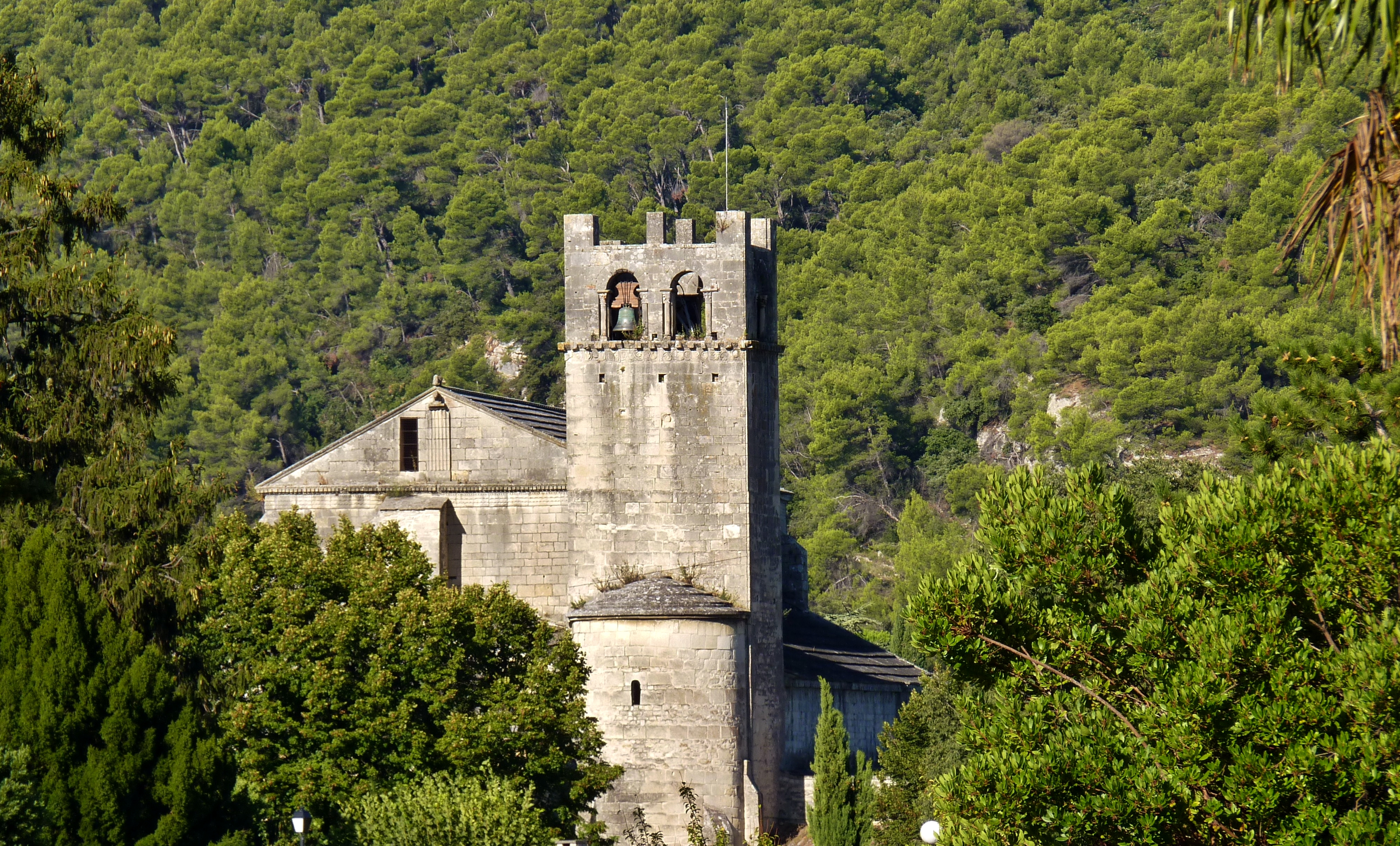
Kathedraal Notre-Dame-de-Nazareth in Vaison-la-Romaine, departement Vaucluse

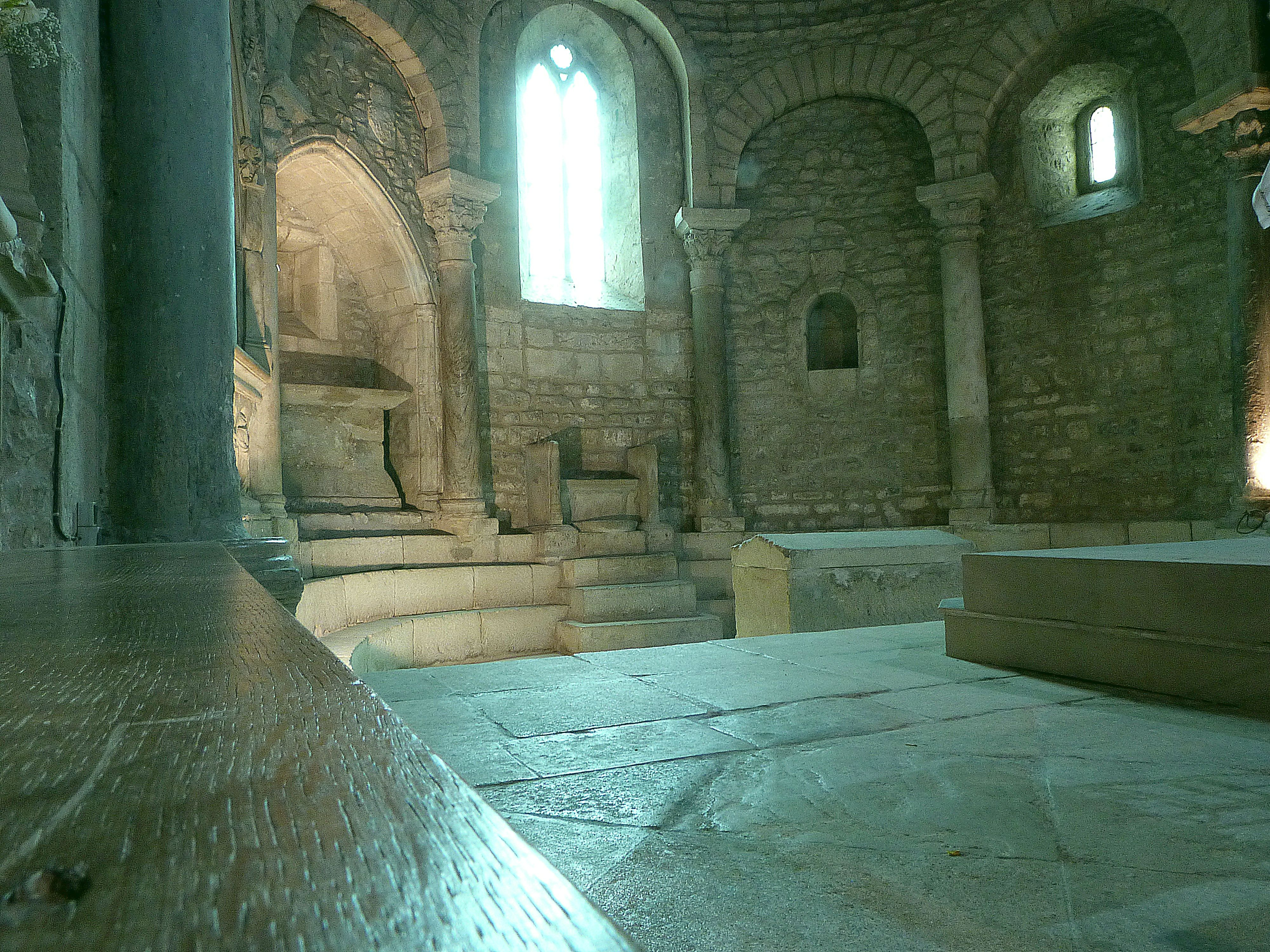
Bisschopstroon van Vaison

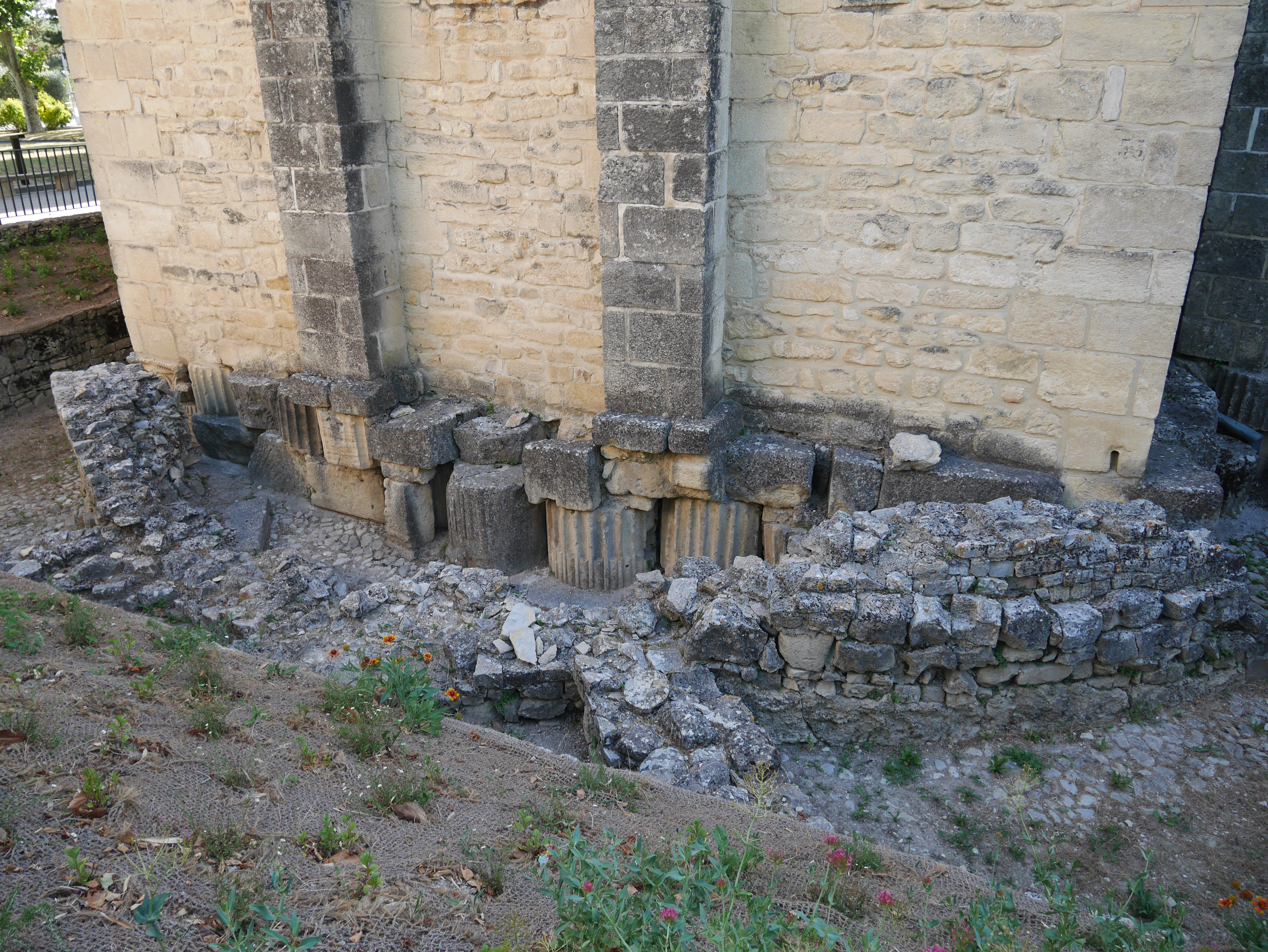
Romeinse en oud-Romaanse fundamenten

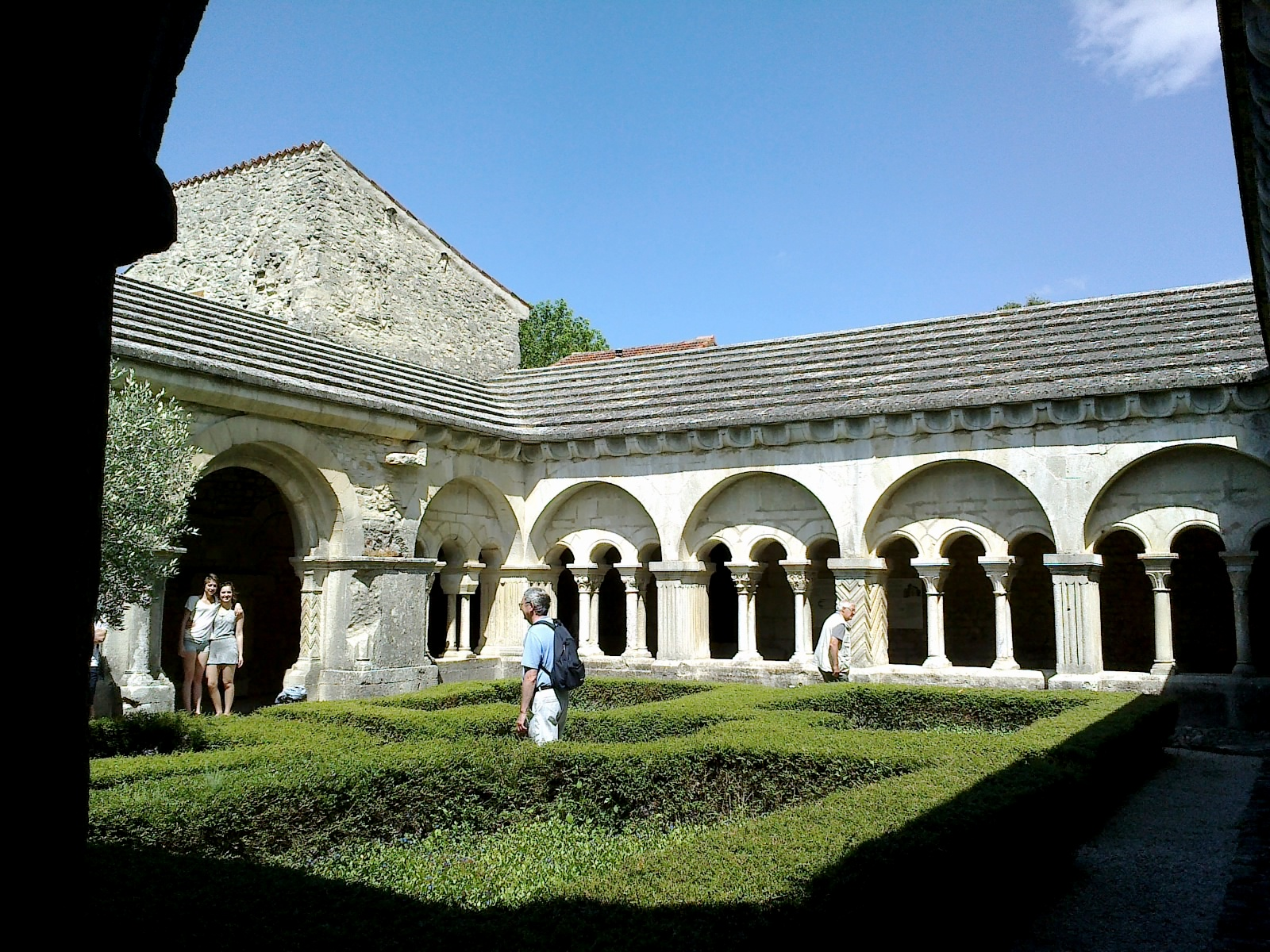
Kloosterpand van de kathedraal

De Kathedraal Notre-Dame-de-Nazareth (1160) was een van de twee kathedralen van de voormalige bisschopsstad Vaison-la-Romaine in Frankrijk, destijds gelegen in het Heilige Roomse Rijk. De Notre-Dame-de-Nazareth staat in de benedenstad; de andere, de recentere, de Sainte-Marie-de-l’Assomption (15e eeuw) in de bovenstad. Deze in de benedenstad werd verlaten omwille van plunderingen en klopjachten van de graven van Toulouse. De kathedraal in de bovenstad stond veilig boven de hoge rotsmuren.
Het bisdom Vaison werd formeel opgeheven in 1801 door het concordaat van Bonaparte. Het bisdom telde een veertigtal parochies in het pauselijk graafschap Comtat Venaissin en de provincie Dauphiné in het koninkrijk Frankrijk. Het bisdom Vaison ging op in het aartsbisdom Avignon.
Naast de voormalige kathedraal Notre-Dame-de-Nazareth bevindt zich een kloosterpand: dit was het kanunnikenhuis van de kathedraal. Beide zijn in Romaanse bouwstijl.

## Historiek
Op de plek van de kathedraal, de vlakte aan de rechteroever van de Ouvèze, stond de Romeinse stad Vasio Vocontiorum. Reeds op het Concilie van Arles (314) was er een bisschop van Vaison aanwezig.
In de 6e of de 7e eeuw werd er een eerste bisschopskerk gebouwd. Stukken uit Romeinse villa’s werden hiertoe gebruikt.
Circa 1040 liet bisschop Pierre de Mirabel de eerste Romaanse kathedraal bouwen, tezamen met het kloosterpand. Het kloosterpand is gekenmerkt door zuilen die bovenaan met bladeren en engelen versierd zijn. Het is gebouwd als een vierkant rondom de tuin.
In de jaren 1140-1160 werd de huidige versie van de kathedraal Notre-Dame-de-Nazareth gebouwd. Deze was zoals de voorganger in Romaanse stijl. De troon van de bisschop staat in een apsis voor het graf van de heilige Quenin, patroonheilige van de stad. Aan de fundamenten van de kathedraal zijn de Romeinse en Romaanse bouwfasen nog te zien. De kathedraal bezit een Romeinse sarcofaag uit de 4e eeuw. Eenmaal de kathedraal afgewerkt werd Vaison zwaar geplunderd (1160) door de troepen van Raymond V, graaf van Toulouse. Hij liet alle inwoners van Vaison verjagen. Raymonds troepen roofden grondig het paleis leeg van bisschop Béranger de Mornas. Onderdanen uit het graafschap Toulouse sleepten uit Vaison mee wat ze konden. De rest werd in brand gestoken. Bisschop Bertrand de Lambesc kon gewapend de stad met zijn kathedraal herinnemen (1178).
In 1185 herhaalde het gebeuren zich. De troepen van Toulouse verjoegen bisschop Bérenger de Reillane en de stedelingen uit Vaison. Raymond VI, graaf van Toulouse, schonk later de kathedraal terug aan de bisschop (1196). Doch in de loop van de 13e eeuw trokken de bisschop en de stedelingen naar de bovenstad aan de linkeroever van de Ouvèze. Deze was beter te verdedigen. De enige toegang naar de bovenstad was via de Romeinse brug.
De Honderdjarige Oorlog leidde naar een verwaarlozing van de kathedraal Notre-Dame-de-Nazareth. De Middeleeuwse benedenstad was verlaten.
In de 17e eeuw liet bisschop Joseph-Marie de Suarès de gewelven ondersteunen, doch de kathedraal bleef verder ongebruikt.
De laatste grote restauratiewerken vonden plaats in de 19e eeuw. Dit viel samen met de erkenning als monument historique van Frankrijk (1840). De voormalige kathedraal is sinds het einde van de 19e eeuw in gebruik als parochiekerk Notre-Dame-de-Nazareth. Dit had te maken met de uitbouw van de benedenstad sinds het einde van de 19e eeuw.